# Natta horizontalis
Espèce
Synonymes
- Cyllobelus rufopictus Simon, 1901
- Cyllobelus tristellatus Simon, 1906
- Pochyta moschensis Caporiacco, 1947

Natta horizontalis est une espèce d'araignées aranéomorphes de la famille des Salticidae.

## Distribution
Cette espèce se rencontre en Afrique et au Yémen.

## Description
La carapace du mâle décrit par Prószyński en 1985 mesure 1,28 mm et l'abdomen 1,53 mm.

## Publication originale
- Karsch, 1879 : « West-afrikanische Arachniden, gesammelt von Herrn Stabsarzt Dr. Falkenstein. » Zeitschrift für die Gesammten Naturwissenschaften, vol. 52, p. 329-373.